# 海豹岩
海豹岩（Seal Rocks）是澳大利亚新南威尔士州中北岸地区的一个小型沿海居住区，位于悉尼东北方向275公里。海豹岩以其境內众多的冲浪海滩而闻名。根据2006年的人口普查，该地区的人口为131人。